# Maddalena Allegranti
Maddalena Allegranti (1754 – 1829) è stata un soprano italiano.
Fu allieva di Holtzbauer di Mannheim e apparve per la prima volta a Venezia nel 1771. Dopo aver cantato in altri teatri in Italia, andò nel 1774 in Germania, dove continuò a esibirsi a Mannheim e Ratisbona fino al 1779, quando tornò a Venezia. Cantò lì al teatro di San Samuele durante il Carnevale, e poi si recò in Inghilterra nel 1781. Qui fu ammirata con entusiasmo nella sua prima opera, Viaggiatori felici di Pasquale Anfossi.
La sua voce, sebbene sottile, era estremamente dolce, straordinaria nelle note alte, e così flessibile da indurla a indulgere in uno stile di canto fiorito che aveva allora il merito di una notevole novità. Era anche una brava attrice. Ma fu presto scoperto che c'era una grande somiglianza nei suoi modi e abbellimenti, e divenne gradualmente così ignorata, alla fine della sua seconda stagione, che si recò a Dresda, dove l'Elettore la scritturò con uno stipendio di mille ducati. Si recò una seconda volta a Londra, molti anni dopo, e riapparve ne Il matrimonio segreto di Domenico Cimarosa. Ma fu un tentativo penoso; non aveva quasi più un filo di voce né il potere di cantare una nota in sintonia: la sua figura e la sua recitazione erano ugualmente cambiate in peggio, e dopo alcune recite fu costretta a ritirarsi, e lasciò il palco per sempre. Si esibì in un oratorio nel 1799.